# Yssingeaux
Yssingeaux – miejscowość i gmina we Francji, w regionie Owernia-Rodan-Alpy, w departamencie Górna Loara.
Według danych na rok 1990 gminę zamieszkiwało 6118 osób, a gęstość zaludnienia wynosiła 76 osób/km² (wśród 1310 gmin Owernii Yssingeaux plasuje się na 28. miejscu pod względem liczby ludności, natomiast pod względem powierzchni na miejscu 2.).